# Alan Badel
Alan Badel (Rusholme, Manchester, 11 de setembre de 1923 - Chichester), West Sussex, 19 de març de 1982) va ser un actor anglès.

## Filmografia
Filmografia:
- 1952: The Stranger Left No Card: John Smith
- 1953: Salome: Joan Baptista
- 1953: Will Any Gentleman...?: el Gran Mendoza
- 1953: King Lear (TV): Fool
- 1955: Three Cases of Murder: Owen (segment "Lord Mountdrago") / Mr. X (segment "In the Picture") / Harry (segment "You Killed Elizabeth")
- 1955: Magic Fire: Richard Wagner
- 1958: Pride and Prejudice (telefilm): Fitzwilliam Darcy
- 1963: This Sporting Life: Gerald Weaver
- 1963: Bitter Harvest: Karl Denny
- 1963: Children of the Damned: Dr. David Neville
- 1963: El presoner (TV): el cardenal
- 1963: The Lover (TV): Richard
- 1964: Count of Monte Cristo (TV): Edmond Dantes / comte de Montecristo
- 1966: Arabesc: Beshraavi
- 1967: Henry IV (TV): Henry IV
- 1968: The Fanatics (TV): Jean CalarCalas
- 1968: Otley: Sir Alex Hadrian
- 1969: Where's Jack?: Lord Chancellor
- 1970: The Adventurers: president Rojo
- 1970: A King and His Keeper (TV)
- 1973: Luther: Thomas De Vio
- 1973: Xacal (The Day of the Jackal): el ministre
- 1974: A Raging Calm (fulletó TV): Tom Simpkins
- 1976: Where Adam Stood (TV): Philip Gosse
- 1976: Bill Brand (sèrie TV): David Last
- 1977: Exiles (TV): Michael Arlen
- 1977: Telefon: Col. Malchenko
- 1978: The Medusa Touch: Barrister
- 1978: Força 10 de Navarone (Force 10 from Navarone): Maj. Petrovitch
- 1979: The Riddle of the Sands: Dollmann
- 1979: Agatha: Lord Brackenbury
- 1979: The Secret of Charles Dickens (TV): Charles Dickens
- 1980: Shogun (TV): pare Dell'Aqua
- 1980: Nijinski: baró de Gunzburg
- 1982: The Woman in White (fulletó TV): comte Fosco